# Tychowo
Tychowo (Groß Tychow fino al 1945) è un comune urbano polacco del distretto di Białogard, nel voivodato della Pomerania Occidentale.
Ricopre una superficie di 350,69 km² e nel 2005 contava 7 057 abitanti.
Località del Comune di Tychowo e relativi nomi in tedesco in uso sino al 1945:
- Tychowo (Groß Tychow), Borzysław (Burzlaff), Bukówko (Neu Buckow), Dobrowo (Klein und Groß Dubberow), Drzonowo Białogardzkie (Drenow), Dzięciołowo (Dimkuhlen), Modrolas (Mandelatz), Motarzyn (Muttrin), Osówko (Wutzow), Pobądz (Pobanz), Sadkowo (Zadtkow), Stare Dębno (Damen), Trzebiszyn (Johannsberg), Tyczewo (Tietzow), Warnino (Warnin).

Località minori:
- Bąbnica (Bamnitz), Borzysław-Kolonia (Kolonie Burzlaff), Buczki (Schönfelde), Bukowo (Alt Buckow), Czarnkowo (Zarnekow), Doble (Döbel), Dobrochy (Marienhof), Dobrówko (Klein Dubberow), Giżałki (Gissolk, 1937–1945: Eichkamp, Kr. Neustettin), Głuszyna (Dowenheide), Kikowo (Kieckow), Kowalki (Kowalk), Kościanka (Hansfelde), Krosinko (Klein Krössin), Liśnica (Augustenhof), Nowe Dębno (Neudamen), Podborsko (Kiefheide), Radzewo (Louisenhof), Retowo (Rottow), Rozłazino (Heinrichshain), Rudno (Rauden), Skarszewice (Rosalienhof), Sławomierz (Karlshof), Słonino (Schlennin), Smęcino (Schmenzin), Solno, Trzebiec (Neuhof), Ujazd (Wilhelmshöhe), Wełdkowo (Groß Voldekow), Wełdkówko (Klein Voldekow), Wicewo (Vietzow), Zaspy Małe (Klein Satspe), Zaspy Wielkie (Groß Satspe), Zastawa (Muttriner Mühle), Żukówek (Petersdorf)